# Iago Falque
Iago Falque Silva, noto come Iago Falque (Vigo, 4 gennaio 1990), è un ex calciatore spagnolo, di ruolo centrocampista o attaccante.

## Biografia
Nasce a Vigo in Galizia; sua madre, Carmela Silva, è senatrice al parlamento spagnolo per il PSOE.

## Caratteristiche tecniche
Mancino naturale è dotato di buone attitudini offensive e velocità. Nasce centrocampista laterale di destra, ma può giocare anche come trequartista, ala o seconda punta, che è il ruolo più consono alle sue caratteristiche. Dispone inoltre di grande intelligenza tattica il che gli permette di poter impostare la manovra offensiva effettuando dei cross precisi verso l'area di rigore, oltre a essere bravo nei movimenti senza palla. Falque è dotato di un'ottima tecnica che gli permette di saltare il diretto avversario grazie al caratteristico doppio passo.

## Carriera

### Club

#### Gli inizi
Cresce nella cantera del Barcellona, ma non viene mai aggregato né alla prima squadra di Frank Rijkaard, né alla formazione B di Luis Enrique. Sfrutta questo per ottenere la "carta di libertà", che gli permette di passare a parametro zero alla Juventus il 30 agosto 2008. L'accordo tra le due squadre prevede il versamento di un indennizzo al club blaugrana, 2,5 milioni di euro, nel caso in cui raggiunga determinati obiettivi individuali o di squadra nel corso della durata contrattuale. Il 2 settembre firma un contratto quadriennale. Il 6 dicembre arriva la prima convocazione in prima squadra, in occasione della partita contro il Lecce, valevole per la quindicesima giornata di Serie A.
Il 25 agosto 2009 viene ceduto con la formula del prestito secco con premio per la valorizzazione al Bari, neopromosso in Serie A. Dopo aver giocato il girone d'andata nella Primavera dei pugliesi, senza scendere in campo con la prima squadra, il 15 gennaio 2010 ritorna alla Juventus.
Il 29 luglio 2010 si trasferisce nel Villarreal B con la formula del prestito con diritto di riscatto che, al termine della stagione, non viene esercitato.

#### Tottenham e vari prestiti
Il 25 agosto 2011 si trasferisce in prestito per una stagione al Tottenham. Il 16 gennaio 2012 la Juventus comunica la cessione a titolo definitivo del giocatore per € 1 milione (di cui 250000 € ai Blaugrana). Il 17 gennaio viene girato subito in prestito al Southampton. Ha fatto il suo debutto con la maglia del Southampton sette giorni più tardi, nella sconfitta per 0-2 in casa contro il Leicester City. Quella è stata l'unica partita da lui giocata coi Saints.
Terminato il prestito torna agli Spurs, con cui il 9 dicembre ha giocato la sua unica partita di Premier League (finita 1-2 per gli avversari) nei cinque minuti finali contro l'Everton al posto di Jermain Defoe, visto che il 23 gennaio 2013 viene ceduto in prestito all'Almería fino al termine della stagione, debuttando per gli andalusi il 4 febbraio contro il Real Madrid Castilla. Al club lui ha dato il suo contributo per fare sì che tornasse in Liga.
Rientrato nuovamente a Londra, per la stagione successiva viene ceduto ancora in prestito. Il 24 agosto 2013 si trasferisce infatti a Madrid tra le file del Rayo Vallecano, dove colleziona 28 presenze e 3 gol nella Liga. Ha debuttato sei giorni più tardi nella sconfitta per 2-1 in casa contro il Levante. Nel febbraio 2014, Falque ha segnato il suo primo gol per il Rayo, in una vittoria per 4-1 contro il Málaga.

#### Genoa
Il 1º agosto 2014 viene acquistato a titolo definitivo dal Genoa. Gioca la sua prima partita ufficiale con la maglia rossoblù il 24 agosto nella gara in trasferta, valevole per il terzo turno preliminare della Coppa Italia, vinta 1-0 contro il Lanciano. Dopo essere riuscito ad entrare negli schemi di mister Gasperini, il 2 novembre, alla sua prima partita da titolare in maglia rossoblù, segna la sua prima rete in Serie A siglando il momentaneo 2-1 per il Genoa nella vittoria per 4-2 della squadra ligure allo Stadio Friuli sull'Udinese. Il 24 febbraio 2015 firma il momentaneo vantaggio del Genoa nel Derby della Lanterna, finito poi 1-1. Il 29 aprile 2015 segna il suo decimo gol stagionale siglando su rigore il definitivo 3-1 per il Genoa contro il Milan, contribuendo così a riportare la squadra rossoblù ad una vittoria che contro i rossoneri al Meazza non arrivava dal 1958. L'11 maggio 2015 sigla la sua 11ª rete stagionale, nella partita contro il Torino vinta 5-1 dai liguri. Nel successivo incontro di campionato, fuori casa contro l'Atalanta (1-4 per il Genoa il risultato finale), segna la sua prima doppietta in serie A e sale a quota 13 in campionato.

#### Roma
Il 1º luglio 2015 si trasferisce a titolo temporaneo alla Roma per 1 milione di euro con obbligo di riscatto alla prima presenza ufficiale per 7 milioni più 1 milione di bonus legato al raggiungimento di determinati obiettivi sportivi. Il 22 agosto fa il suo debutto ufficiale, subentrando al 66º minuto a Mohamed Salah nel match pareggiato 1-1 contro l'Hellas Verona. Il 12 settembre 2015 trova il primo gol in giallorosso contro il Frosinone, sbloccando il risultato nella vittoria per 2-0 sui ciociari. Il 20 ottobre trova il suo primo gol in Champions League contro il Bayer Leverkusen, match terminato 4-4. Termina la sua esperienza nella Roma disputando in totale 27 gare e marcando 3 reti. Nella sua esperienza romana ha trovato meno spazio a partire da gennaio, mese in cui si è insediato sulla panchina dei giallorossi Luciano Spalletti.

#### Torino
Il 18 luglio 2016 viene ufficializzato il suo passaggio al Torino insieme al compagno Adem Ljajić. Il trasferimento a Torino avviene a titolo temporaneo con diritto di riscatto. Sceglie la maglia numero 14. Segna il suo primo gol nel Toro nella sconfitta per 2-1 contro l'Atalanta l'11 settembre 2016. Il 25 settembre 2016 segna una doppietta nella vittoria per 3-1 contro la Roma, sua ex-squadra, allo stadio Olimpico Grande Torino. Il 4 gennaio 2017 viene ufficializzato l'acquisto a titolo definitivo da parte del Torino per la cifra di 6 milioni nell'operazione che porta Iturbe a vestire la maglia granata. Il 12 febbraio 2017 segna la sua decima rete in campionato nella vittoria interna col Pescara per 5-3; termina la sua prima stagione in granata con 12 gol e 8 assist in Serie A.
Nella stagione 2017-2018 conferma il buon rendimento in maglia granata e - al termine del girone d'andata - è il capocannoniere e trascinatore del Torino con 7 reti in 19 partite, tra cui il gol a San Siro contro l'Inter del 5 novembre 2017 nel pareggio esterno per 1-1. Il 6 gennaio 2018, in occasione della prima giornata del girone di ritorno del campionato e del contestuale debutto del nuovo allenatore Walter Mazzarri sulla panchina del Toro, sigla la rete del 3-0 nella vittoria interna contro il Bologna. In occasione della 30ª giornata segna la sua decima rete in campionato nella trasferta di Cagliari, vinta per 4 reti a 0 dai granata. Al termine della stagione è il capocannoniere della squadra con 12 reti e 8 assist in Serie A.
Il 21 ottobre 2018 segna il suo primo gol della sua terza stagione in granata nel pareggio esterno (2-2) contro il Bologna. Il campionato di Iago è tuttavia condizionato dagli infortuni e da un modulo - il solido 3-5-2 dei piemontesi - che non ne esalta le caratteristiche; termina il torneo con 6 reti all'attivo, raggiungendo la quota di 100 presenze con la maglia del Torino in occasione della trasferta del Franchi.
Nell'estate del 2019 smette il numero 14 per vestire la casacca numero 10 e fa il suo debutto con la maglia granata in Europa in occasione del turno preliminare di Europa League contro il Debrecen (3-0). Tuttavia trova poco spazio in stagione disputando solo 4 gare in Serie A.

#### Prestiti a Genoa e Benevento
Il 30 gennaio 2020 fa ritorno (in prestito) al Genoa. Sceglie di indossare la maglia numero 10. Fa il suo secondo esordio in maglia rossoblu il 23 febbraio, in occasione della sconfitta casalinga contro la Lazio.
Il primo gol lo realizza il 23 giugno nella sconfitta per 1-4 contro il Parma, segnando su rigore l'unico gol dei genoani. Si ripeterà nella sfida successiva contro il Brescia, siglando il gol del 2-1 che darà il via alla rimonta dei rossoblu. A fine stagione, però, il Genoa decide di non riscattarlo e il centrocampista fa quindi ritorno a Torino.
Il 29 settembre 2020 viene ceduto in prestito al neopromosso Benevento. L'esordio con i campani avviene il 4 ottobre seguente, in occasione della partita interna col Bologna, vinta per 1-0. Il primo gol arriva il 17 gennaio 2021, siglando il gol della bandiera nella sconfitta in casa del Crotone per 4-1.
Rientrato al Torino a fine stagione, il 31 agosto 2021 rescinde il proprio contratto con il club piemontese.

#### América de Cali e Alajuelense
Il 23 gennaio 2023 diventa un nuovo giocatore della formazione colombiana dell'América de Cali.
Il 9 settembre 2023, a seguito di una sparatoria avvenuta il 18 agosto precedente nei pressi del centro sportivo di Cascajal, che fortunatamente ha lasciato illeso l'atleta, decide di risolvere il contratto con il club colombiano, svincolandosi da esso.
Il 29 maggio 2024 viene ingaggiato dall'Alajuelense, con cui sottoscrive un accordo annuale.

### Nazionale
Ha partecipato con la Spagna Under-17 al campionato europeo di categoria nel 2007. Gioca le 5 gare del torneo fino alla finale, diventando il capocannoniere della squadra, a pari merito con Bojan Krkić, grazie alle due reti messe a segno contro Francia e Ucraina nella fase a gruppi, e vincendo la competizione battendo l'Inghilterra in finale. Grazie a questa vittoria la rappresentativa spagnola si qualifica al campionato mondiale di calcio Under-17 del 2007. Nella competizione mondiale gioca le 7 gare che portano la Spagna fino alla finale contro la Nigeria, persa 3-0 solo ai rigori, realizzando una rete contro la Corea agli ottavi.
Il 28 dicembre 2008 scende in campo con la rappresentativa galiziana maggiore (non riconosciuta da UEFA e FIFA) in un'amichevole contro l'Iran. Nell'autunno 2009 partecipa con la selezione spagnola Under-20 al Mondiale di categoria, disputando il secondo tempo della gara contro il Venezuela.

## Statistiche

### Presenze e reti nei club
Statistiche aggiornate al 18 luglio 2024.
| Stagione               | Squadra                | Campionato             | Campionato | Campionato | Coppe nazionali | Coppe nazionali | Coppe nazionali | Coppe continentali | Coppe continentali | Coppe continentali | Altre coppe | Altre coppe | Altre coppe | Totale | Totale |
| Stagione               | Squadra                | Comp                   | Pres       | Reti       | Comp            | Pres            | Reti            | Comp               | Pres               | Reti               | Comp        | Pres        | Reti        | Pres   | Reti   |
| ---------------------- | ---------------------- | ---------------------- | ---------- | ---------- | --------------- | --------------- | --------------- | ------------------ | ------------------ | ------------------ | ----------- | ----------- | ----------- | ------ | ------ |
| 2010-2011              | Villarreal B           | SD                     | 36         | 11         | -               | -               | -               | -                  | -                  | -                  | -           | -           | -           | 36     | 11     |
| 2011-gen. 2012         | Tottenham              | PL                     | 0          | 0          | FACup+CdL       | 1+0             | 0               | UEL                | 5                  | 0                  | -           | -           | -           | 6      | 0      |
| gen.-giu. 2012         | Southampton            | FLC                    | 1          | 0          | FACup+CdL       | 0+0             | 0               | -                  | -                  | -                  | -           | -           | -           | 1      | 0      |
| 2012-gen. 2013         | Tottenham              | PL                     | 1          | 0          | FACup+CdL       | 0+2             | 0               | UEL                | 2                  | 0                  | -           | -           | -           | 5      | 0      |
| Totale Tottenham       | Totale Tottenham       | Totale Tottenham       | 1          | 0          |                 | 3               | 0               |                    | 7                  | 0                  |             | -           | -           | 11     | 0      |
| gen.-giu. 2013         | Almería                | SD                     | 18+4       | 2+0        | CR              | -               | -               | -                  | -                  | -                  | -           | -           | -           | 22     | 2      |
| 2013-2014              | Rayo Vallecano         | PD                     | 28         | 3          | CR              | 3               | 0               | -                  | -                  | -                  | -           | -           | -           | 31     | 3      |
| 2014-2015              | Genoa                  | A                      | 32         | 13         | CI              | 1               | 0               | -                  | -                  | -                  | -           | -           | -           | 33     | 13     |
| 2015-2016              | Roma                   | A                      | 22         | 2          | CI              | 0               | 0               | UCL                | 5                  | 1                  | -           | -           | -           | 27     | 3      |
| 2016-2017              | Torino                 | A                      | 35         | 12         | CI              | 0               | 0               | -                  | -                  | -                  | -           | -           | -           | 35     | 12     |
| 2017-2018              | Torino                 | A                      | 37         | 12         | CI              | 3               | 2               | -                  | -                  | -                  | -           | -           | -           | 40     | 14     |
| 2018-2019              | Torino                 | A                      | 26         | 6          | CI              | 2               | 0               | -                  | -                  | -                  | -           | -           | -           | 28     | 6      |
| 2019-gen. 2020         | Torino                 | A                      | 4          | 0          | CI              | 0               | 0               | UEL                | 1                  | 0                  | -           | -           | -           | 5      | 0      |
| Totale Torino          | Totale Torino          | Totale Torino          | 102        | 30         |                 | 5               | 2               |                    | 1                  | 0                  |             | -           | -           | 108    | 32     |
| gen.-ago. 2020         | Genoa                  | A                      | 10         | 2          | CI              | -               | -               | -                  | -                  | -                  | -           | -           | -           | 10     | 2      |
| Totale Genoa           | Totale Genoa           | Totale Genoa           | 42         | 15         |                 | 1               | 0               |                    | -                  | -                  |             | -           | -           | 43     | 15     |
| set. 2020-2021         | Benevento              | A                      | 11         | 1          | CI              | 0               | 0               | -                  | -                  | -                  | -           | -           | -           | 11     | 1      |
| 2022                   | América de Cali        | FPC                    | 10+5       | 2          | CC              | 1               | 0               | CS                 | 2                  | 0                  | -           | -           | -           | 18     | 2      |
| 2023                   | América de Cali        | FPC                    | 16         | 4          | CC              | 0               | 0               | -                  | -                  | -                  | -           | -           | -           | 16     | 4      |
| Totale America de Cali | Totale America de Cali | Totale America de Cali | 31         | 6          |                 | 1               | 0               |                    | 2                  | 0                  |             | -           | -           | 34     | 6      |
| 2024-2025              | Alajuelense            | PD                     | -          | -          | CC              | -               | -               | CAC                | -                  | -                  | SC          | 1           | 0           | 1      | 0      |
| Totale carriera        | Totale carriera        | Totale carriera        | 294        | 70         |                 | 13              | 2               |                    | 15                 | 1                  |             | 1           | 0           | 323    | 73     |

### Cronologia presenze e reti in nazionale
| Cronologia completa delle presenze e delle reti in nazionale ― Galizia | Cronologia completa delle presenze e delle reti in nazionale ― Galizia | Cronologia completa delle presenze e delle reti in nazionale ― Galizia | Cronologia completa delle presenze e delle reti in nazionale ― Galizia | Cronologia completa delle presenze e delle reti in nazionale ― Galizia | Cronologia completa delle presenze e delle reti in nazionale ― Galizia | Cronologia completa delle presenze e delle reti in nazionale ― Galizia | Cronologia completa delle presenze e delle reti in nazionale ― Galizia |
| Data                                                                   | Città                                                                  | In casa                                                                | Risultato                                                              | Ospiti                                                                 | Competizione                                                           | Reti                                                                   | Note                                                                   |
| ---------------------------------------------------------------------- | ---------------------------------------------------------------------- | ---------------------------------------------------------------------- | ---------------------------------------------------------------------- | ---------------------------------------------------------------------- | ---------------------------------------------------------------------- | ---------------------------------------------------------------------- | ---------------------------------------------------------------------- |
| 28-12-2008                                                             | La Coruña                                                              | Galizia                                                                | 3 – 2                                                                  | Iran                                                                   | Amichevole                                                             | -                                                                      | non ufficiale                                                          |
| Totale                                                                 |                                                                        | Presenze                                                               | 1                                                                      |                                                                        | Reti                                                                   | 0                                                                      |                                                                        |

## Palmarès

### Club

#### Competizioni giovanili
- Torneo di Viareggio: 2

Juventus: 2009, 2010

#### Competizioni nazionali
- Recopa de Costa Rica: 1

Alajuelense: 2024

#### Competizioni internazionali
- CONCACAF Central American Cup: 1

Alajuelense: 2024

### Nazionale
- Campionato d'Europa Under-17: 1

Belgio 2007